# Samba (Burkina Faso)
Pour les articles homonymes, voir Samba.
Ne doit pas être confondu avec Petit-Samba.
Samba est une commune rurale et le chef-lieu du département de Samba situé dans la province du Passoré de la région Nord au Burkina Faso.

## Géographie
Samba se trouve à environ 40 km au sud du centre de Yako, le chef-lieu de la province et à 50 km au nord de Koudougou. La localité est traversée par la route nationale 13.

## Économie
Principal centre économique et administratif du département, l'économie de Samba bénéficie de sa localisation sur la RN 13 pour ses échanges marchands et commerciaux attachés à son important marché.

## Santé et éducation
Samba accueille un centre de santé et de promotion sociale (CSPS) tandis que le centre médical avec antenne chirurgicale (CMA) de la province se trouve à Yako.
La commune possède deux écoles primaires et, depuis 2018, le lycée polyvalent du département.